# Кравцовка (Харьковская область)
Кравцовка (укр. Кравцівка) — село,
Безмятежненский сельский совет,
Шевченковский район,
Харьковская область.
Код КОАТУУ — 6325781502. Население по переписи 2001 года составляет 235 (102/133 м/ж) человек.

## Географическое положение
Село Кравцовка находится на берегу безымянной речушки, которая через 3,5 км впадает в реку Волосская Балаклейка (левый приток).
Ниже по течению на расстоянии в 1,5 км расположено село Станиславка.

## История
- 1795 — дата основания.

## Экономика
- «Элина», ЧСП.

## Объекты социальной сферы
- Клуб.

## Достопримечательности
- Братская могила советских воинов. Похоронено 12 воинов.